# Bullet for Hire
Pour plus de détails, voir Fiche technique et Distribution.
Bullet for Hire (子彈出租, Zi dan chu zu) est un film hongkongais réalisé par Yuen Chun-Man, sorti en 1991.

## Synopsis
Han et Ngok, deux tueurs professionnels et amis de longue date, se voient obligés de s'affronter alors que Ngok venait de décider de quitter le métier. Pour le remplacer, Dick, le big boss de l'organisation, impose à Han de faire équipe avec le jeune réfugié vietnamien Shan. Han va alors prendre Shan sous son aile et lui apprendre le métier tout comme Ngok l'avait fait pour lui.

## Fiche technique
- Titre : Bullet for Hire
- Titre original : 子彈出租 (Zi dan chu zu)
- Réalisation : Yuen Chun-Man
- Scénario : Yuen Chun-Man
- Producteur : Choi Chak-Man
- Producteur exécutif : Chan Kin-Ting
- Musique : Mak Hiu-lun
- Photographie : Inconnu
- Montage : Inconnu
- Pays d'origine : Hong Kong
- Format : Couleurs - 1,85:1 - son mono - 35 mm
- Genre : Action, comédie
- Durée : 93 minutes
- Date de sortie : 5 septembre 1991 (Hong Kong)

## Distribution
- Sheila Chan : Lan
- Jacky Cheung : Shan
- Lo Lieh : Ngok
- Dick Wei : Dick
- Simon Yam : Han